# Metaleptus lecontei
Metaleptus lecontei là một loài bọ cánh cứng trong họ Cerambycidae.